# Maison Andronikachvili
La famille Andronikachvili (en géorgien : ანდრონიკაშვილი) connue aussi sous le nom d'Andronikof (en français) est une famille noble et princière géorgienne. Après l'annexion du royaume de Géorgie par l'Empire russe (1802), la famille Andronikachvili se retrouve dans la noblesse russe sous le nom d'Andronikov (en russe : Андрониковы).

## Origines
La lignée descend de l'empereur byzantin Andronic Ier Comnène qui régna de 1183 à 1185. Sa mère Cata (ou Katan) est une princesse géorgienne, fille de David IV de Géorgie de la dynastie des Bagration. Au cours du règne de son cousin Manuel Comnène, Andronic Comnène effectue un voyage dans le pays natal de sa mère. Il fut chaleureusement accueilli par son cousin géorgien Georges III. Ce dernier lui offrit des villes, des forteresses et des terres dans la région de Kakhétie. La femme d'Andronic Comnène n'est nul autre que la sœur de la reine de la Géorgie, la grande et vénérée reine Tamar Bagration. A sa mort, ses cinq enfants: Alexis, Jean, Manuel, Irène et Andronic Comnène échappent de justesse aux persécutions d'Isaac II Ange en s'enfuyant à l'aide d'un bateau à voile en Géorgie. Ils seront chaleureusement accueillis par leur tante, la reine Tamar. En 1204, la reine favorisa la création pour ses cousins Alexis et David Comnène (fils de Manuel Comnène et de Rusudan Bagration et petit-fils d'Andronic Ier Comnène) la création de l'empire de Trébizonde, à l'ouest de la Géorgie,. D'autres territoires en Kakhétie furent accordés par Georges III de Géorgie à des membres de la famille Comnène. Un autre petit-fils de l'empereur Andronic Comnène, Andronic (fils d'Alexis Comnène) fut l'ancêtre des Andronikachvili (signifiant les enfants d'Andronic).
Au XVIe siècle, les membres de la famille Andronikachvili possédaient une charge héréditaire, celle de mouravi kiziki (administrateur dans la Géorgie féodale d'une province, d'un comté, d'une ville ou d'un village). Certaines personnalités de cette famille occupèrent à différentes époques les sièges épiscopaux des villes de Alaverdi, Ninotsminda, Nekressi et Roustavi.
Le patronyme apparaît dans les chroniques géorgiennes en 1558. En 1605, Constantin Ier de Kakhétie assassina son père, le roi Alexandre III et son frère aîné, le prince Georges.
En 1724, plusieurs princes de la maison Andronikachvili suivirent Vakhtang VI de Karthli en Russie impériale et servirent dans les régiments des hussards de Géorgie.

Blason de la famille Andronikov

Lors de la signature du traité de Gueorguievsk, le 24 juillet 1783, le roi Héraclius II de Géorgie conclut avec l'Empire russe un protocole afin de protéger la Géorgie des agressions ottomanes et perses,.
En 1801, après l'annexion de la Géorgie par la Russie impériale, les membres de la famille Andronikachvili furent confirmés dans la dignité de princes, en Russie. Ils portent dorénavant le patronyme Andronikov.

## Personnalités masculines

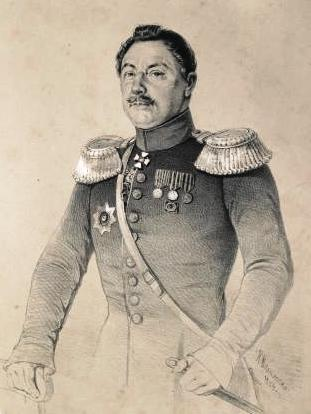
Le Général prince Ivan Malkhazovitch Andronikov en 1854.

- Ivan Solomonovitch Andronikov (1786-1848), prince. Lieutenant-général.
- Ivan Malkhazovitch Andronikov (Ivane Andronikachvili) (1798-1868), prince. Général de la cavalerie russe, héros de la Guerre de Crimée.
- Revaz Ivanovitch Andronikov (1814 ou 1818-1878), prince. Adjudant-général, il prit part aux guerres du Caucase, de Crimée et à la Guerre russo-turque de 1877-1878.
- Ivan Zakharievitch Andronikov (1863-1944), prince. Gouverneur de Batumi de 1902 à 1916. À partir de 1919, il fut le rédacteur du journal Vigne et Vin et le président du Conseil "Viticulteur et Producteur de Vin". En 1921, il devient le 1er président du syndicat géorgien Forêt et Terre. Fondateur du journal Agriculture et auteur de nombreux articles scientifiques.
- Alexandre Andronikov (1871-1923), prince. Général géorgien. Il prit part à la Première Guerre mondiale en tant que membre des forces de l'Armée Blanche. Arrêté par la Tcheka, il fut fusillé aux environs de Tbilissi le 19 mai 1923[9].
- Yassé Ivanovitch Andronikov (1893-1937), prince. Avocat, écrivain, poète, meneur de troupe et acteur. Il fut membre en tant qu’officier de la fameuse Division Sauvage pendant la guerre civile russe, du côté de l’armée blanche. Il sera emprisonné trois fois par les bolchéviques dont deux fois sur les iles Solovki. Torturé à mort par deux agents de la Tcheka le 27 octobre 1937.
- Irakli Louarsabovitch Andronikov (1908-1990), prince. Écrivain et critique littéraire. Il reçut le Prix de l'URSS (1967) ainsi que le Prix Lénine en 1982.
- Ielevter Louarsabovitch Andronikov (en) (1910-1989), prince. Physicien géorgien, académicien de la République socialiste soviétique de Géorgie.
- Constantin Yassévitch Andronikof (1916-1997), prince. Fils de Yassé Ivanovitch Andronikov et de Elena Andronikova (née Warter). Ecrivain, traducteur, interprète et théologien. Professeur et directeur de l’Institut Saint Serge à Paris. Traducteur dans de nombreux domaines (théologie, science-fiction…). Fondateur de nombreuses institutions dont l’ESIT (École Supérieure d'Interprétariat et de Traduction). Interprète officiel au ministère des affaires étrangères de la république française pour le russe et l’anglais. Il servit trois présidents de la République française. Il épousa Nathalie de Couriss en 1946 à Cannes avec qui il eut trois enfants: Emmanuel (1947-1995), Anne et Marc.
- Emmanuel Andronikof (1947-1995), prince. Fils de Constantin et de Nathalie Andronikof. Mathématicien de renommée internationale. Professeur de mathématiques à l’Ecole Nationale des Ponts et Chaussées et à l’IUT de Villetaneuse. Chercheur au CNRS (Centre National de Recherche Scientifique). Il eut trois enfants: Vérène d’un premier mariage, Nina par adoption et Alexis avec sa femme, la princesse Betsy Andronikof (née Biedebach).

## Personnalités féminines

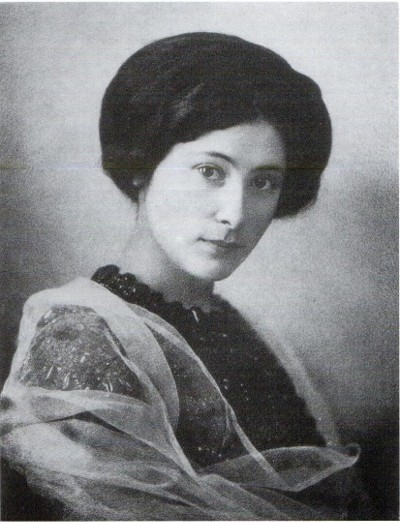
Princesse Salomé Nikolaïevna Andronikova, philanthrope géorgienne

- Salomeïa Ivanovitch Andronikova (1888-1982), princesse et philanthrope géorgienne. Fille du prince Ivan Zakharievitch Andronikov (1863-1944) et de son épouse Lidia Nikolaïevna Plechtcheva-Mouratova (1861-1953). Soeur de Yassé Ivanovitch Andronikov.
- Natalia Gueorguievna Andronikova (1904-1953), actrice géorgienne et soviétique, (connue sous le pseudonyme de Nato Vatchnadze). Fille du prince Gueorgui Alexandrovitch Andronikov (1875-1911) et de Iekaterina Semionovna Slivitskoïa (1877-1947).
- Kira Gueorguievna Andronikova (1908-1960) Actrice de cinéma. Elle épouse l'écrivain Boris Pilniak. Arrêtée en 1937 par les bolchéviques, elle est libérée en 1956.
- Nathalie Alexandrovna Andronikof (1924-1983)[10], née de Couriss, princesse. Grande résistante (pendant la 2ème guerre mondiale), médecin (notamment anesthésiste sous l'occupation), écrivain (principalement des livres pour enfants), fondatrice et directrice d’un orphelinat destiné aux enfants issus de l'immigration russe, situé à Montgeron en région parisienne. Femme de Constantin Andronikof, elle eût trois enfants: Emmanuel (1947-1995), Anne et Marc.